# Unione Sportiva Livorno 1937-1938
Questa voce raccoglie le informazioni riguardanti l'Unione Sportiva Livorno nelle competizioni ufficiali della stagione 1937-1938.

## Stagione
Quello che disputa il campionato di Serie A 1937-38 è un Livorno dai due volti, dopo la promozione e il dominio della stagione precedente in B. Un girone di andata concluso all'ultimo posto della classifica, condizionato da alcuni gravi infortuni. Ed un girone di ritorno, dopo aver recuperato il pieno organico, con tante vittorie, che portano all'undicesimo posto in classifica con 24 punti, e ad una salvezza anticipata. 
A costruire la rosa amaranto in estate aveva contribuito "motorino" Mario Magnozzi che aveva portato a Livorno Zidarich I dal Milan, Agostini dallo Spezia, Querci dalla Fiorentina, Del Buono e Pomponi dal Pisa, Stua dal Manfredonia. Mario Magnozzi ha poi lasciato la guida tecnica all'ungherese Gyula Lelovics che risulterà decisivo per la conquista della salvezza. Il campionato ha assegnato lo scudetto tricolore all'Ambrosiana-Inter con 41 punti, davanti alla Juventus con 39 e al Milan e Genova 1893 con 38 punti.

## Rosa
| N. |                      | Ruolo | Calciatore         |
| -- | -------------------- | ----- | ------------------ |
|    | Italia (bandiera)    | P     | Attilio Bulgheri   |
|    | Italia (bandiera)    | P     | Rodolfo Agostini   |
|    | Italia (bandiera)    | D     | Pietro Del Buono   |
|    | Italia (bandiera)    | D     | Rodolfo Bonaccorsi |
|    | Italia (bandiera)    | D     | Armando Bertagni   |
|    | Uruguay (bandiera)   | C     | Ulisse Uslenghi    |
|    | Italia (bandiera)    | C     | Aldo Querci        |
|    | Italia (bandiera)    | C     | Emilio Bergamini   |
|    | Italia (bandiera)    | C     | Ostilio Capaccioli |
|    | Argentina (bandiera) | C     | Francisco Garraffa |
|    | Italia (bandiera)    | C     | Dino Gifford       |
|    | Italia (bandiera)    | C     | Angelo Arcari      |

| N. |                      | Ruolo | Calciatore        |
| -- | -------------------- | ----- | ----------------- |
|    | Italia (bandiera)    | A     | Venuto Lombatti   |
|    | Italia (bandiera)    | A     | Giacomo Neri      |
|    | Italia (bandiera)    | A     | Angelo Pomponi    |
|    | Italia (bandiera)    | A     | Bruno Arcari      |
|    | Italia (bandiera)    | A     | Mario Zidarich    |
|    | Italia (bandiera)    | A     | Raggio Montanari  |
|    | Italia (bandiera)    | A     | Sergio Angelini   |
|    | Italia (bandiera)    | A     | Giovanni Costanzo |
|    | Italia (bandiera)    | A     | Mario Stua        |
|    | Argentina (bandiera) | A     | César Bertolo     |
|    | Italia (bandiera)    | A     | Luigi Casalino    |

## Risultati

### Campionato

#### Girone di andata
| Arbitro: | Galeati (Bologna) |

|                        |           |  |
| Borel I 6’ Bellini 74’ | Marcatori |  |

| Arbitro: | Saracini (Ancona) |

|                                                  |           |         |
| Del Buono 36’ (aut.) Ferraris II 50’ Ferrari 73’ | Marcatori | 2’ Neri |

| Arbitro: | Mazzarini (Roma) |

|                          |           |                                     |
| Uslenghi 24’ Pomponi 51’ | Marcatori | 44’, 68’ (rig.) Spinola 89’ Peretti |

| Arbitro: | Bertolio (Torino) |

|            |           |          |
| Gringa 60’ | Marcatori | 28’ Stua |

| Arbitro: | Zelocchi (Modena) |

|             |           |           |
| Pomponi 13’ | Marcatori | 5’ Bonomi |

| Arbitro: | Soliani (Genova) |

|            |           |             |
| Grolli 62’ | Marcatori | 50’ Bertolo |

| Arbitro: | Mattea (Torino) |

|          |           |                           |
| Neri 34’ | Marcatori | 33’ Remondini 47’ Moretti |

| Arbitro: | Mastellari (Bologna) |

|                    |           |  |
| Pomponi 54’ (rig.) | Marcatori |  |

| Arbitro: | Moretti (Genova) |

|                                   |           |  |
| Piola 38’ Busani 77’ Riccardi 84’ | Marcatori |  |

| Arbitro: | Scotto (Savona) |

|               |           |             |
| Arcari IV 20’ | Marcatori | 15’ Allasio |

| Arbitro: | Carminati (Milano) |

|                                                          |           |             |
| Servetti 13’ (rig.) 22’ Perazzolo 86’ Marchionneschi 88’ | Marcatori | 48’ Pomponi |

| Arbitro: | Bertolio (Torino) |

|  |           |                            |
|  | Marcatori | 63’ Michelini 88’ Borsetti |

| Arbitro: | Mattea (Torino) |

|                     |           |                            |
| Traversa 85’ (rig.) | Marcatori | 59’ Pomponi 73’ Capaccioli |

| Arbitro: | Mazza (Torre del Greco) |

|  |           |            |
|  | Marcatori | 84’ Chizzo |

| Arbitro: | Moretti (Genova) |

|                                          |           |             |
| Fedullo 37’, 68’, 75’ Reguzzoni 70’, 82’ | Marcatori | 50’ Pomponi |

#### Girone di ritorno
| Arbitro: | Dattilo (Roma) |

|  |           |                 |
|  | Marcatori | 53’ Varglien II |

| Livorno 23 gennaio 1938 17ª giornata | Livorno       | 0 – 0 | Ambrosiana-Inter | Stadio Edda Ciano Mussolini\| Arbitro: \| Scarpi (Dolo) \| |
| Arbitro:                             | Scarpi (Dolo) |       |                  |                                                            |

| Arbitro: | Barlassina (Novara) |

|                         |           |            |
| Bonaccorsi I 26’ (aut.) | Marcatori | 86’ Querci |

| Arbitro: | Ciamberlini (Genova) |

|                            |           |               |
| Zidarich 77’ Arcari IV 82’ | Marcatori | 51’ D'Alberto |

| Arbitro: | Salvatori (Roma) |

|           |           |                                |
| Savio 57’ | Marcatori | 31’, 58’ Angelini 80’ Zidarich |

| Arbitro: | Saracini (Ancona) |

|               |           |  |
| Arcari IV 24’ | Marcatori |  |

| Arbitro: | Galeati (Bologna) |

|           |           |  |
| Boffi 57’ | Marcatori |  |

| Arbitro: | Zelocchi (Modena) |

|              |           |          |
| Venditto 55’ | Marcatori | 15’ Neri |

| Arbitro: | Ciamberlini (Genova) |

|              |           |  |
| Lombatti 65’ | Marcatori |  |

| Arbitro: | Salvatori (Roma) |

|                                    |           |             |
| Buscaglia 10’, 74’, 80’ Gallea 12’ | Marcatori | 3’ Zidarich |

| Arbitro: | Zelocchi (Modena) |

|  |           |              |
|  | Marcatori | 10’ Morselli |

| Arbitro: | Saracini (Ancona) |

|               |           |  |
| Michelini 67’ | Marcatori |  |

| Arbitro: | Bertolio (Torino) |

|              |           |            |
| Lombatti 72’ | Marcatori | 65’ Comini |

| Arbitro: | Salvatori (Roma) |

|  |           |                          |
|  | Marcatori | 48’ Costanzo 70’ Pomponi |

| Arbitro: | Mattea (Torino) |

|                                  |           |                           |
| Costanzo 47’ Capaccioli 62’, 77’ | Marcatori | 56’ Reguzzoni 90’ Fiorini |

### Coppa Italia
| Arbitro: | Galeati (Bologna) |

|                             |           |  |
| Savio 4’, 17’ Cominelli 43’ | Marcatori |  |

## Statistiche

### Statistiche di squadra
| Competizione | Punti | In casa | In casa | In casa | In casa | In casa | In casa | In trasferta | In trasferta | In trasferta | In trasferta | In trasferta | In trasferta | Totale | Totale | Totale | Totale | Totale | Totale | DR  |
| Competizione | Punti | G       | V       | N       | P       | Gf      | Gs      | G            | V            | N            | P            | Gf           | Gs           | G      | V      | N      | P      | Gf     | Gs     | DR  |
| ------------ | ----- | ------- | ------- | ------- | ------- | ------- | ------- | ------------ | ------------ | ------------ | ------------ | ------------ | ------------ | ------ | ------ | ------ | ------ | ------ | ------ | --- |
| Serie A      | 24    | 15      | 5       | 4       | 6       | 14      | 16      | 15           | 3            | 4            | 8            | 15           | 29           | 30     | 8      | 8      | 14     | 29     | 45     | -16 |
| Coppa Italia |       | -       | -       | -       | -       | -       | -       | 1            | 0            | 0            | 1            | 0            | 3            | 1      | 0      | 0      | 1      | 0      | 3      | -3  |
| Totale       |       | 15      | 5       | 4       | 6       | 14      | 16      | 16           | 3            | 4            | 9            | 15           | 32           | 31     | 8      | 8      | 15     | 29     | 48     | -19 |

### Statistiche dei giocatori
| Giocatore         | Serie A  | Serie A | Coppa Italia | Coppa Italia | Totale   | Totale |
| Giocatore         | Presenze | Reti    | Presenze     | Reti         | Presenze | Reti   |
| ----------------- | -------- | ------- | ------------ | ------------ | -------- | ------ |
| R. Agostini       | 14       | -19     | 1            | -3           | 15       | -22    |
| S. Angelini       | 9        | 2       | 1            | 0            | 10       | 2      |
| A. Arcari (II)    | 2        | 0       | -            | -            | 2        | 0      |
| B. Arcari (IV)    | 22       | 3       | -            | -            | 22       | 3      |
| E. Bergamini      | 9        | 0       | 1            | 0            | 10       | 0      |
| A. Bertagni       | 12       | 0       | -            | -            | 12       | 0      |
| C. Bertolo (I)    | 6        | 1       | -            | -            | 6        | 1      |
| R. Bonaccorsi (I) | 15       | 0       | 1            | 0            | 16       | 0      |
| A. Bulgheri       | 16       | -26     | -            | -            | 16       | -26    |
| O. Capaccioli     | 9        | 3       | 1            | 0            | 10       | 3      |
| L. Casalino       | 5        | 0       | -            | -            | 5        | 0      |
| G. Costanzo       | 9        | 2       | -            | -            | 9        | 2      |
| U. De Angelis     | -        | -       | 1            | 0            | 1        | 0      |
| P. Del Buono      | 24       | 0       | -            | -            | 24       | 0      |
| F. Garraffa       | 7        | 0       | 1            | 0            | 8        | 0      |
| D. Gifford        | 4        | 0       | 1            | 0            | 5        | 0      |
| V. Lombatti       | 28       | 2       | -            | -            | 28       | 2      |
| R. Montanari      | 15       | 0       | 1            | 0            | 16       | 0      |
| G. Neri           | 26       | 3       | -            | -            | 26       | 3      |
| A. Pomponi        | 23       | 7       | 1            | 0            | 24       | 7      |
| A. Querci         | 24       | 1       | -            | -            | 24       | 1      |
| M. Stua           | 7        | 1       | 1            | 0            | 8        | 1      |
| U. Uslenghi       | 28       | 1       | -            | -            | 28       | 1      |
| M. Zidarich (I)   | 16       | 3       | -            | -            | 16       | 3      |